# Referendo sobre a independência do Kosovo em 1991
Um referendo de independência foi realizado em Kosovo, então conhecido como Província Autônoma de Kosovo e Metohija, entre 26 e 30 de setembro de 1991. A dissolvida Assembleia Provincial havia declarado a República de Kosova um Estado soberano e independente em 22 de setembro de 1991. Mais de 99% dos eleitores votaram a favor da independência, com uma participação de 87%.  O referendo foi boicotado pelos sérvios que vivem na região, que compunham cerca de 10% da população. 

## Resultados
| Alternativa                       | Votos     | %     |
| --------------------------------- | --------- | ----- |
| Favorável                         | 913,705   | 99.98 |
| Contrário                         | 164       | 0.02  |
| Inválidos/brancos                 | 933       | –     |
|                                   |           |       |
| Total                             | 914,802   | 100.0 |
| Eleitores registrados / afluência | 1,051,357 | 87.01 |
| Fonte: Direct Democracy           |           |       |

## Consequências
O único membro das Nações Unidas que reconheceu a República de Kosova foi a Albânia, com uma resolução reconhecendo o país passada no Parlamento da Albânia em 21 de outubro. 